# JT 드라마 BOX
JT 드라마 BOX(일본어: JTドラマBOX)는 TBS 텔레비전 계열에서 매주 월 - 금요일의 드라마이다.

## 작품 소개
- 《비너스 하이츠》
- 《울고 싶은 밤도》
- 《디저트는 당신》
- 《너에게 전하고 싶어》